# Hymenocallis praticola
Hymenocallis praticola là một loài thực vật có hoa trong họ Amaryllidaceae. Loài này được Britton & P.Wilson mô tả khoa học đầu tiên năm 1920.